# Bahnhof Hilversum
Der Bahnhof Hilversum ist der größte Bahnhof der niederländischen Stadt Hilversum. Der Bahnhof wird täglich von 24.941 Personen (2024) genutzt. Er ist zentraler Knotenpunkt im städtischen öffentlichen Personennahverkehr (ÖPNV). Am Bahnhof verkehren nationale Regional- und Fernverkehrszüge sowie der grenzüberschreitende Intercity von Berlin nach Amsterdam.

## Geschichte
Der erste Bahnhof wurde am 10. Juni 1874 mit der Bahnstrecke Amsterdam–Zutphen eröffnet. Ab 1997 hielten keine InterCity-Züge mehr am Bahnhof, da dieser nur über zwei Bahnsteige verfügte, wodurch er dem erhöhten Aufkommen an InterCity-Zügen auf der Strecke nicht mehr gewachsen war. Mitte 2006 wurde dann ein dritter Bahnsteig gebaut. In 2007 folgten die Gleise 4 und 5 an dem neuen Bahnsteig. Seit 2007 halten nun auch wieder die InterCity-Züge in Hilversum. Die Planungen für den heutigen Bahnhof, stammten von dem niederländischen Architekt Joost van Santen. Sein heutiges Erscheinungsbild erhielt der Bahnhof 1992.

## Streckenverbindungen

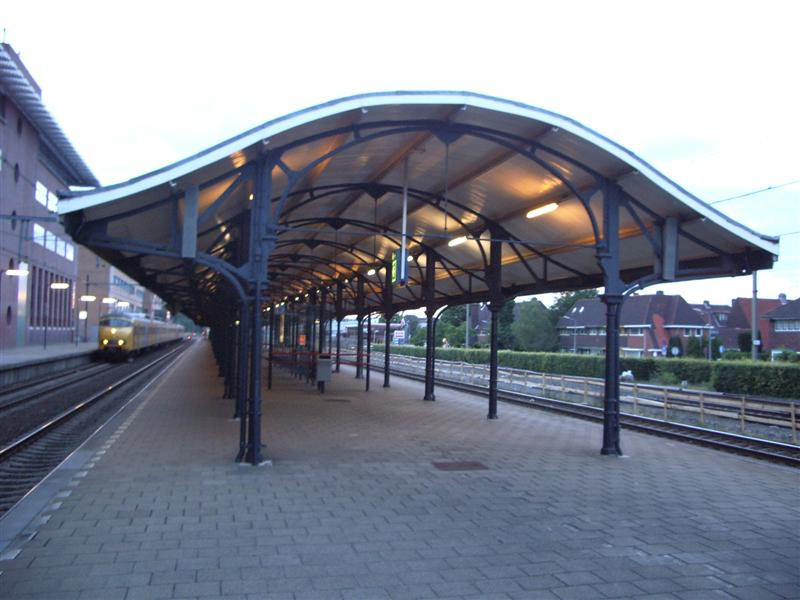
Ein einfahrender Stoptrein an Gleis 1 sowie die Gleise 2 und 3. Die Gleise 4 und 5 waren damals (2006) nur in der Vorbereitung, was auf der rechten Seite ansatzweise zu erkennen ist.

Im Jahresfahrplan 2022 bedienen folgende Linien den Bahnhof Hilversum:
| Zugtyp    | Linienverlauf | Frequenz                                          |
| --------- | --- | ------------------------------------------------- |
| Intercity | Amsterdam Centraal – Hilversum Amersfoort Centraal – Deventer – Hengelo – Bad Bentheim – Rheine – Osnabrück Hbf – Hannover Hbf – Berlin Hbf – Berlin Ostbahnhof | zweistündlich                                     |
| Intercity | Amsterdam Centraal – Hilversum – Amersfoort Centraal (– Deventer)                                                                                               | halbstündlich (vereinzelte Fahrten nach Deventer) |
| Intercity | Schiphol Airport – Amsterdam Zuid – Hilversum – Amersfoort Centraal – Deventer – Hengelo – Enschede                                                             | stündlich                                         |
| Intercity | Schiphol Airport – Amsterdam Zuid – Duivendrecht – Hilversum – Amersfoort Centraal – Amersfoort Schothorst                                                      | stündlich                                         |
| Sprinter  | Utrecht Centraal – Hilversum – Almere Centrum | halbstündlich (fährt nicht abends)                |
| Sprinter  | Utrecht Centraal – Hilversum – Weesp – Amsterdam Zuid – Schiphol Airport – Hoofddorp                                                                            | halbstündlich (fährt nicht nach 20 Uhr)           |
| Sprinter  | Almere Centrum – Hilversum – Utrecht Centraal | halbstündlich (fährt ausschließlich abends)       |
| Sprinter  | Amersfoort Vathorst – Amersfoort Centraal – Hilversum – Weesp – Amsterdam Centraal                                                                              | halbstündlich                                     |